# Søllerød
Søllerød é um município da Dinamarca, localizado na região oriental, no condado de Copenhaga.
O município tem uma área de 40 km² e uma  população de 31 362 habitantes, segundo o censo de 2003.